# Saint-Michel (wijk)

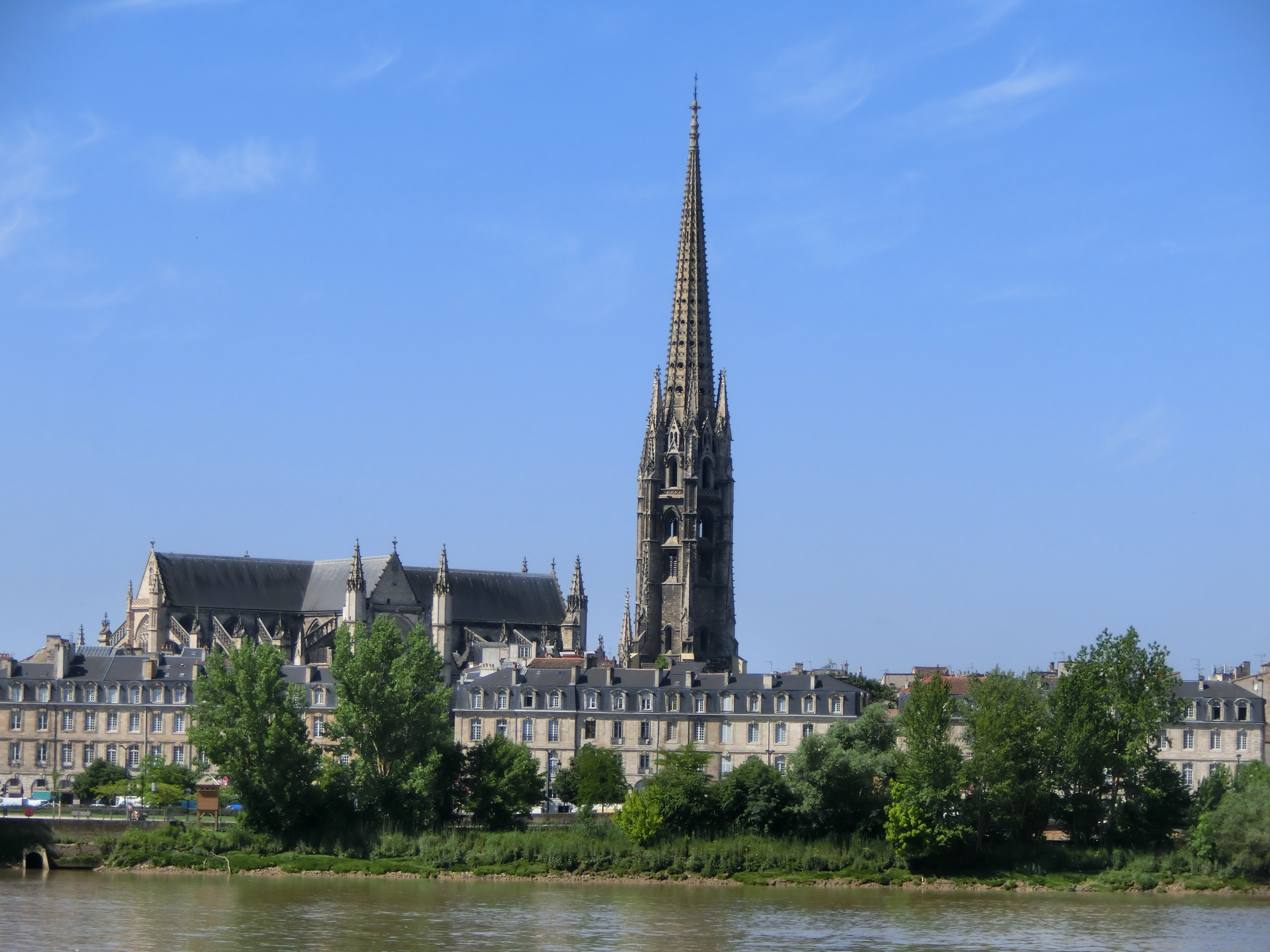
De basiliek van Saint Michel

Saint-Michel is een wijk in de Franse stad Bordeaux, rondom de basiliek van Saint-Michel met zijn karakteristieke toren, en de marché des Capucins. De wijk maakt deel uit van de Port de la Lune, het gedeelte van het centrum van Bordeaux dat op de UNESCO werelderfgoedlijst staat. Het is de enige wijk in de binnenstad die niet beïnvloed is door gentrificatie, waardoor het vandaag de dag nog een arbeiderswijk is met een relatief jonge en uit immigratie afkomstige bevolking. Op zondagochtend is er op de Place Canteloup, voor de basiliek, een grote rommelmarkt en elke dag is er een markt in de Marché des Capucins, vroeger een groothandelsmarkt, tegenwoordig een buurtmarkt. 